# Les Halles
Les Halles é uma comuna francesa na região administrativa de Auvérnia-Ródano-Alpes, no departamento de Ródano. Estende-se por uma área de 3,09 km². Em 2010 a comuna tinha 512 habitantes (densidade: 165,7 hab./km²).